# V671 Возничего
V671 Возничего (лат. V671 Aurigae) — двойная затменная переменная звезда типа W Большой Медведицы (EW) в созвездии Возничего на расстоянии (вычисленном из значения параллакса) приблизительно 6342 световых лет (около 1944 парсеков) от Солнца. Видимая звёздная величина звезды — от +17,17m до +16,62m. Орбитальный период — около 0,3322 суток (7,9728 часов).

## Характеристики
Первый компонент — оранжевая звезда спектрального класса K. Эффективная температура — около 4402 K.
Второй компонент — оранжевая звезда спектрального класса K.